# Petra Zakouřilová
Petra Zakouřilová (* 5. září 1978 Liberec) je bývalá česká reprezentantka v alpském lyžování.

## Umístění
Olympijské hry
- ZOH 2002 – obří slalom 27. místo, slalom DNF, kombinace 16. místo
- ZOH 2006 – obří slalom 27. místo, slalom DNF, kombinace 24. místo
- ZOH 2010 – obří slalom DNF, slalom DNF

Mistrovství světa
- MS 2001 – slalom 17. místo, obří slalom 30. místo
- MS 2003 – slalom 17. místo, obří slalom 34. místo
- MS 2005 – slalom 20. místo, obří slalom 37. místo
- MS 2007 – slalom 28. místo, obří slalom 40. místo

Mistrovství světa juniorů
- MSJ 1994 – obří slalom 37. místo, super G 41. místo, sjezd 44. místo
- MSJ 1995 – slalom 30. místo, obří slalom 39. místo, sjezd 41. místo
- MSJ 1996 – slalom 24. místo, obří slalom DNF, super G 37. místo, sjezd 33. místo
- MSJ 1997 – slalom DNF, obří slalom 16. místo, super G 31. místo, sjezd DNF
- MSJ 1998 – slalom DNF, obří slalom 27. místo, super G 30. místo, sjezd 38. místo

Mistrovství republiky
- MČR 2001 – slalom 1. místo
- MČR 2006 – slalom 1. místo, obří slalom 1. místo